# Houthierne
Houthierne (arabisk: الحوثيون, tr. al-Ḥūṯiyyūn) også kendt som Guds Partisaner (arabisk: أنصار الله, tr. anṣār allāh) er en  militant zaiditisk muslimsk bevægelse, der opererer i Yemen. Den opstod blandt zaiditer i det nordlige Yemen i begyndelsen af 1990'erne som en reaktion på den saudi-arabiske og wahhabitiske dominans i landet og har siden udviklet sig til en magtfaktor, der siden 2014 har kontrolleret landets hovedstad Sanaá. Houthierne udgør den ene part i en blodig borgerkrig i Yemen, hvor modparten støttes af blandt andet saudi-arabiske styrker.
Houthierne har taget deres navn fra Hussein Badreddin al-Houthi, deres tidligere leder, der blev dræbt af Yemens hær i september 2004.

## Historie

### Baggrund
Zaiditerne, der er en særlig gren af shiaislam, der står sunnimuslimerne nær, oprettede et kongerige i det nordvestlige Yemen i 900-tallet og dominerede derpå Yemen i de næste 1000 år. Kongeriget blev afskaffet i 1962, da egyptiske soldater gennemførte et republikansk kup, der førte til oprettelsen af Den Arabiske Republik Yemen. Under den efterfølgende borgerkrig i Nordyemen  blev zaiditerne drevet op i Yemens bjerge, og i de følgende urolige årtier i Yemen var de en marginaliseret gruppe. Yemen kom efterhånden under indflydelse af Saudiarabien, der forsøgte at sprede sin stærkt konservative islamiske udgave wahhabismen i landet. I begyndelsen af 1990'erne førte det til en modreaktion i form af en vækkelsesbevægelse blandt zaidierne. Bevægelsen tog navnet Houthibevægelsen efter sine ledere.

### Efter invasionen i Irak 2003
Den amerikanskledede invasion af Irak i 2003 førte til en radikalisering af houthierne, der antog det bombastiske slogan "Gud er stor, død over USA, død over Israel, forbandet være jøderne og sejr for islam." Den saudiskstøttede yemenitiske regering ledet af præsident Ali Abdullah Saleh iværksatte en række kampagner mod houthierne i perioden 2004-2010 og dræbte bevægelsens leder Husayn al-Houthi i 2004. Adskillige andre ledere, inklusive Ali al-Qatwani, Abu Haider, Abbas Aidah og Yousuf al-Madani (en svigersøn til Hussein al-Houthi), er også blevet dræbt under kampene, men Salehs styrker fik ikke bugt med bevægelsen.
Under det arabiske forår indstillede houthierne deres militære kamp og tog del i de folkelige protester mod Saleh, der måtte gå af i begyndelsen af 2012. Den efterfølgende periode i Yemen blev imidlertid kaotisk. Houthierne stolede ikke på overgangsregeringen, der var indsat af det internationale samfund, tog sagen i egne hænder og erobrede hovedstaden Sanaá i  september 2014.

### Efter den saudiskledede intervention i Yemen
I januar 2015 udbrød der kampe mellem præsidentens livvagter og houthierne ved præsidentpaladset. Efterfølgende trådte præsident Abd Rabbuh Mansur Hadi tilbage og flygtede til byen Aden, hvor han samlede sin regering igen og udråbte byen til midlertidig hovedstad. Som reaktion på houthiernes militære succes intervenerede en saudiskledet koalition, der også talte De Forenede Arabiske Emirater, Kuwait og Bahrain, i Yemen til støtte for al-Hadis regering. Koalitionen regnede med en hurtig sejr, men i stedet fortsatte krigen med fornyet kraft. I januar 2024 gik krigen ind i sit tiende år. FN vurderede i begyndelsen af 2022, at den på det tidspunkt havde krævet mere end 377.000 dødsfald. Den amerikanske forsker Michael Horton betegnede i 2019 Yemen som "Saudi-Arabiens Vietnam".
Den langvarige krigstilstand førte til to forandringer hos houthierne. For det første blev deres militærkraft afgørende styrket, idet de med Iran som partner gik fra at være en bjergguerillastyrke til en avanceret militær magt med blandt andet droner og ballistiske missiler, der kan nå 2.000 km. og dermed eksempelvis havnebyen Eilat i Israel. For det andet vandt høgene i den militante fløj en intern magtkamp blandt houthierne, hvorefter undertrykkelse med bl.a. fængsling og tortur af oppositionelle samt brug af børnesoldater er blevet udbredt i deres kontrolområde, og houthierne har fået ambitioner om at spille en rolle også udenfor Yemen. Houthierne har således opnået en vis popularitet i den arabiske verden i 2023 ved at tage palæstinensernes parti i Israel-Hamaskrigen 2023 - ifølge den førende mellemøstforsker Cinzia Bianco for at kunne bruge denne position til at skaffe flere indrømmelser fra Saudi-Arabien i de fredsforhandlinger, der foregår for at afslutte konflikten i Yemen.